# Marumo Gallants Football Club
Actualités
Le Marumo Gallants Football Club est un club de football sud-africain basé à Polokwane fondé en 2021 en reprenant la licence de Tshakhuma Tsha Madzivhandila Football Club.

## Historique
Le club est fondé en 2021, en reprenant la licence de Tshakhuma Tsha Madzivhandila (TTM), Marumo Gallants FC évolue directement en première division et est relocalisé à Polokwane.
Marumo Gallants joue son premier match le 24 août 2021 à domicile contre Orlando Pirates (0-0).
Le TTM ayant remporté la Coupe d'Afrique du Sud en 2021, c'est Marumo Gallants qui représentera l'Afrique du Sud en Coupe de la confédération 2021-2022, le club sera opposé au tour préliminaire au club de Guinée équatoriale, Futuro Kings.
En 2022, le club joue de nouveau la finale de la Coupe d'Afrique du Sud mais sera battu par le champion Mamelodi Sundowns, ce qui permet au club de se qualifier de nouveau pour la Coupe de la confédération 2022-2023.
Après la saison 2022-2023, le club est relégué en deuxième division.
En 2024, le club termine onzième en deuxième division mais rachète la licence du Moroka Swallows ce qui lui permet d'entamer la saison 2024-2025 en DTSV Premiership.

## Note et référence
1. ↑  Afrique du Sud : TTM FC prend officiellement le nom de Marumo Gallants FC